# 中華未来主義
中華未来主義（ちゅうかみらいしゅぎ、英: Sinofuturism、サイノ・フューチャリズム）は、民主主義や人権の建前を掲げてきた西洋社会よりむしろ、人々の権利を制限した権威主義的な資本主義（新権威主義）を通じて発展著しい中華圏（主に中華人民共和国。シンガポールを含めることもある）にこそ人類の未来があると考える思想、またその機運が高まることを指す。用語そのものに、揶揄的・批判的に呼ぶ向きがある。

## 背景

### 中国の政治体制と発展
歴史家の與那覇潤は、統治 - 被統治の関係を「西洋型民主主義」「日本型民主主義」「中国型徳治主義」で分類している。中国型徳治主義では統治権力が権威（イデオロギー）を独占して人民を統治する。政治は特権的な支配者である皇帝が独占し、人民はそのパターナルな恩恵によって、経済的自由と物質的利便性を享受しておけば良いと考える。中国型徳治主義は中国共産党による支配体制とも親和性が高く、経済的自由も徹底するために市場は加速的に繁栄する。しかし、私利私欲を追求する庶民はアナーキー（無政府状態）になりがちであるために、かつては思想統制によってそれを規制したが、近年では環境管理のAIが思想統制に取って代わった。結果として中国ではAIによる人民の管理が進み、ますますデジタル技術が拡大している。
また、思想家で経済学者である柴山桂太は中華未来主義が生じた背景にグローバル化があるとしている。グローバリゼーションの時代に直面して、欧米は民族の文化や宗教の原理などを持ち込み、共同体原理に基づく秩序形成を図った。しかし、中国はそれらを文化大革命によって破壊したために、理念上は文化的な負荷を持たない人民とそれを独占的に統治する共産党政府という構造を獲得していて、グローバルな出入りの激しい経済に極めて適合しやすい状況になっている。

### 西側諸国の停滞
かつてアメリカの政治学者、フランシス・フクヤマが提唱したように、冷戦終結後の世界は自由民主主義（リベラル・デモクラシー）が最終的に勝利した「歴史の終わり」としてとらえられることがあった。しかし、ドナルド・トランプ政権の誕生後に行われたインタビューでフクヤマは、25年前の自分の理論を修正して民主主義の退行・衰退を公言。その行く末への懸念を表明するようになっている。また、創作では2012年のタイムトラベル設定のSF映画『LOOPER/ルーパー』に、30年後の未来から送り込まれてきた上司が主人公に「俺は未来から来た。お前は中国に行くべきだ」と呼びかけるシーンがある。 大阪産業大学教授の水嶋一憲は、2019年の現代ビジネスへの寄稿でこれらを「自由民主主義が自明であった社会が崩れ始めている昨今」の例として示している。中国人哲学者のユク・ホイによれば、トランプ支持者でPayPal創業者のピーター・ティールも、9.11は啓蒙主義的遺産の失敗を示すとしている。
中華未来主義は、「没落する西洋」「引き篭もるアメリカ」「失われた日本」というように著しく停滞する日米欧に対して、成長を続ける中国への憧憬の視線から生じたとも言える。水嶋によれば、中華未来主義はデジタル・テクノロジーの発達、アメリカやEUの地位低下、それに中国の「一帯一路」構想やロシアの「新ユーラシア主義」の台頭などによりせり上がってきた思想で、西洋社会の不安や羨望が「中華」に投影された発想とも言える。

### その他の背景
中華未来主義には、中国とは直接的には関連がない世界的な思想的潮流の関与も指摘しうる。加速主義（アクセラレーショニズム、Accelerationism）は、産業革命以降の近代化をAIなどの最新技術によってさらに加速すべきとする思想である。暗黒啓蒙（ダークエンライトメント、Darkenlightement）あるいは新反動主義（ネオ・リアクショニズム、Neoreactionism）は民主主義を掲げる国々の停滞から生じた思想で、求められているのは民主主義を乗り越えた反動的な運動であって旧来の民主主義に固執するのは害と考える。脱政治家はあらゆる問題の解決をAIなどの新技術に期待する思想で、政治そのものの必要性が縮小すると考える。これらの思想は中華未来主義を補強するものとなっている。

## 支持者と批判
イギリスの哲学者でウォーリック大学の講師歴もあるニック・ランドは加速主義を展開し、新中国（neo-China）への強い関心を示した。暗黒啓蒙発表以降のランドの思想は、技術革新と生産性向上への欲求に裏打ちされ、西洋の政治体制を問題視するものになっている。ランドは上海に移住し、上海をはじめ、香港やシンガポールといったアジアの都市を褒め称えている。Vox Mediaは、ランドがテクノ権威主義の下の中国で生活したことや鄧小平とリー・クアンユーへの称賛が加速主義に影響を与えているとした。また、暗黒啓蒙の思想家でランドと並ぶカーティス・ヤーヴィンも鄧小平とリー・クアンユーを称賛して香港やシンガポールに加えて中東のドバイを理想的なモデルに挙げている。
ユク・ホイは、ランドのような思想を中華未来主義と呼び、それが基本的に幻想にすぎないと鋭く批判している。